# Sharon Mitchell
Sharon Mitchell (New Jersey, 18 gennaio 1956) è un'ex attrice pornografica e regista pornografica statunitense.
Nel 1998 fondò l'Adult Industry Medical Health Care Foundation, struttura medica che si occupava di analisi mediche su centinaia di attori e attrici porno prima che nel 2011 una causa legale costringesse la clinica alla chiusura.

## Carriera nel porno
Figlia unica adottata, cresciuta in una famiglia cattolica, è stata sposata per breve tempo all'età di 17 anni. Da ragazza la Mitchell era un'attricetta/ballerina Off-Broadway spesso in tournée con la compagnia di Martha Graham, prima di darsi alla pornografia alla metà degli anni settanta. Non particolarmente attraente, ella sfruttò il fisico slanciato ben modellato dalla danza e il suo aspetto androgino per imporsi all'attenzione del pubblico. Dichiaratamente bisessuale, sul set la Mitchell spesso interpretava scene di sesso a tre sia con uomini che con donne, soprattutto agli inizi di carriera.
Durante la sua carriera come pornostar, apparve in più di 200 film e ne diresse 38 come regista. Vinse nel 1983 il CAFA Best Actress e nel 1984 il AVN Award for Best Actress, ambedue per lo stesso film Sexcapades. Negli anni novanta fece anche svariate apparizioni come modella bondage in riviste underground di settore, e passò a recitare in video sadomaso dove interpretava il ruolo della dominatrice.
Sharon Mitchell è membro della AVN Awards Hall of Fame, Legends of Erotica e della XRCO Hall of Fame. Durante il suo periodo da pornostar, la Mitchell fu dipendente dall'eroina per circa vent'anni, e contrasse l'epatite da una siringa usata. Il 30 marzo 1996, fu vittima di una violenta aggressione da parte di uno stalker che la violentò e quasi la uccise. Poco dopo lasciò l'industria dell'hard, per poi continuare a fare qualche apparizione sporadica fino al ritiro definitivo nel 2003. In seguito acquisì un dottorato in farmaceutica dall'Institute for the Advanced Study of Human Sexuality.

## Premi e riconoscimenti
AVN Awards
- 1984 - Best Actress (film) per Sexcapades[8]
- Hall of Fame[9]
- 1999 - AVN Special Achievement Awards[10]

XBIZ Awards
- 2008 - Lifetime Achievement-Industry Contribution[11]

XRCO Award
- 1987 - Lascivious Lesbian Scene per Aerobics Girls Club con Erica Boyer[12]
- 1988 - Hall of Fame[13]

Altri riconoscimenti
- 1982 CAFA Best Supporting Actress per Blue Jeans (con Lisa De Leeuw)[14]
- 1983 CAFA Best Actress per Sexcapades[14]
- 1983 CAFA Best Supporting Actress per Night Hunger[14]

## Filmografia parziale

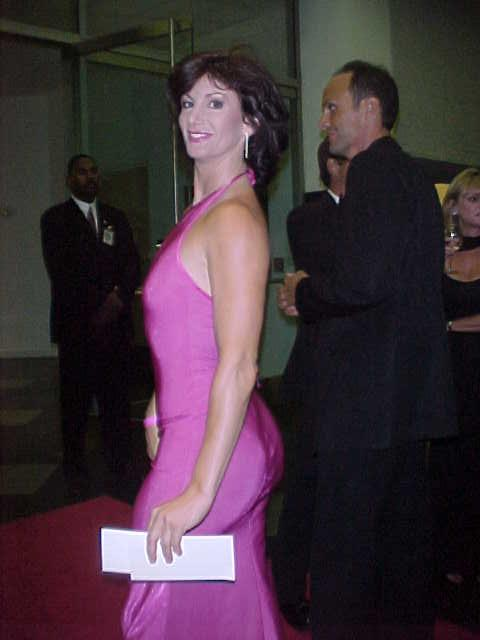
Sharon Mitchell nel 2000

- Water Power, regia di Shaun Costello (1976)
- Les Nympho Teens, regia di Lloyd Kaufman (1976)
- Joy, regia di Harley Mansfield (1977)
- Jail Bait, regia di Carter Stevens (1977)
- Odyssex - L'impero dei piaceri sessuali (Odyssey: The Ultimate Trip), regia di Gerard Damiano (1977)
- Porno brivido super (The Violation of Claudia), regia di William Lustig (1977)
- La candida erotica Lily (Dirty Lily), regia di Chuck Vincent (1978)
- Maniac, regia di William Lustig (1980)
- Alpha Blue - L'universo erotico di Gerard Damiano (The Satisfiers of Alpha Blue), regia di Gerard Damiano (1981)
- Wanda Whips Wall Street, regia di Larry Revene (1982)
- The Devil in Miss Jones Part II, regia di Henri Pachard (1982)
- Blue Jeans, regia di John Christopher (1982)
- Foxtrot, regia di Cecil Howard (1982)
- La portiera d'albergo (Luscious), regia di Bill Slobodian (1982)
- Hot Dreams, regia di Shaun Costello (1983)
- Senza vergogna (Night Hunger), regia di Gerard Damiano (1983)
- Sexcapades, regia di Henri Pachard (1983)
- Amore top secret (When She Was Bad), regia di Kemal Horulu (1983)
- The Widespread Scandals of Lydia Lace, regia di Henri Pachard (1983)
- Gola... 12 anni dopo (Throat... 12 Years After), regia di Gerard Damiano (1984)
- Firestorm, regia di Cecil Howard (1984)
- Delirio di femmine viziose (Spitfire), regia di Cecil Howard (1985)
- Ginger's Sex Asylum, regia di Bruce Seven (1985)
- Poonies, regia di Bruce Seven (1985)
- 2002: A Sex Odyssey, regia di Tom Morton (1985)
- La signora dei cavalli (Showdown), regia di Henri Pachard (1985)
- The World According to Ginger, regia di Bruce Seven (1986)
- 52 gioca o muori (52 Pick-Up), regia di John Frankenheimer (1986)
- Beverly Hills Cox, regia di Paul Vatelli (1986)
- Club Ginger, regia di Bruce Seven (1986)
- Traci's Big Dick, regia di Jane Waters (1986)
- Hannah Does Her Sisters, regia di C.C. Williams (1986)
- The Load Warrior, regia di C.C. Williams (1987)
- The Penetration of Elle Rio, regia di Roy Karch (1987)
- The Perfect Stranger, regia di Fred J. Lincoln (1987)
- Firestorm II: The Angel Blade, regia di Cecil Howard (1987)
- The Joys of Masturbation, regia di J.P. Howard (1988)
- Bondage Across the Border, regia di Jay Dee (1993)
- The Enema Bandit, regia di Fred J. Lincoln (1994)
- The Domination of Summer, regia di Fred J. Lincoln (1994)
- The Domination of Summer 2, regia di Fred J. Lincoln (1994)
- Infamous Crimes Against Nature, regia di Henri Pachard (1995)
- Debbie Does Dallas: The Next Generation, regia di Paul Thomas (1997)
- Quindici anni e incinta (Fifteen and Pregnant), regia di Sam Pillsbury (1998) - film TV
- New York Ninja, regia di John Liu & Kurtis Spieler (2021)